# گورستان خضر ۱
گورستان خضر ۱ مربوط به دوره اشکانیان است و در شهرستان پل‌دختر، بخش مرکزی، دهستای جایدر، ۲ کیلومتری جنوب غرب روستای چم مهر واقع شده و این اثر در تاریخ ۲۸ اسفند ۱۳۸۵ با شمارهٔ ثبت ۱۸۴۳۴ به‌عنوان یکی از آثار ملی ایران به ثبت رسیده است.